# César Fernández García
César Fernández García (Madrid, 1967) es un escritor español. Destaca especialmente en los géneros de thriller psicológico, metaficción, novela de terror y de literatura infantil y juvenil. Sus novelas y cuentos han sido traducidos a varios idiomas, entre los que se incluyen el francés, turco, coreano, alemán y hebreo.

## Biografía
César Fernández García nació en Madrid en 1967. Autor de obras encuadrables dentro de los géneros de thriller psicológico, metaficción, novela de terror y de literatura infantil y juvenil. Compagina la docencia universitaria como profesor de Literatura en la Universidad Rey Juan Carlos con su labor como novelista.
Hasta la fecha ha publicado más de treinta obras, entre las que destacan por la buena acogida de la crítica No digas que estás solo (Lista de Honor del premio CCEI 2010), Ellos (Premio Ciudad Jaén 2009) y La última bruja de Trasmoz (Premio La Galera 2009). En el prólogo a su novela Donde vive el miedo defiende que: "en la realidad más cercana late lo más asombroso y fantástico".
Imparte charlas sobre Literatura y Escritura Creativa en Universidades, bibliotecas, clubes de lectura, colegios e institutos. De estos mismos temas escribe artículos y es entrevistado en revistas especializadas.

## Rasgos temáticos y de estilo
Aunque con la constante pretensión de "conducir los sentidos hacia los aspectos que trascienden lo aparente", su obra abarca variados géneros y temas literarios. Ha escrito novelas de fantasía como El bibliobús mágico (editorial Brief) o El rugido de la vida (Edebé (editorial)). Novelas de misterio como Bárbara y el misterio de Ariadna (editorial Bruño), La visita del vampiro (editorial Siruela), Los extraños vecinos del bajo B (editorial Bruño) o Donde vive el miedo (Editorial Bruño). Novelas de terror como El e-mail del mal (editorial Alfaguara). Cuentos infantiles como No, no y no (editorial Bambú), La oreja de Pompón (editorial Bruño), Un hogar para Dog (editorial Bambú) y Sácame de aquí (editorial San Pablo). Novelas intimistas como La magia del samurái (editorial Bruño). Novelas de denuncia social como La camiseta de Óscar (editorial Bambú). Ficciones encuadrables dentro del género de aventuras son El desafío de la leyenda (editorial Brief) y El hijo del ladrón (editorial Bruño). En dicho género de aventuras, los protagonistas suelen encaminarse tanto a una búsqueda exterior como a una indagación de determinados aspectos de su propio mundo interno. Desde esta perspectiva, al final de la distopía que presenta La isla de la televisión, el joven protagonista halla significado a la enseñanza de su padre - un pintor ya fallecido - sobre la necesidad de cerrar los ojos para comprender el mundo, comprenderse a sí mismo y, por supuesto, crear originales obras pictóricas.
Mediante la presentación de la razón frente a lo inexplicable, toda su literatura refleja un intento por esculpir la realidad deforme hasta otorgarle un sentido. En sus novelas se desarrolla un tema secundario que, a la sombra de un argumento más evidente, va imponiéndose poco a poco. Según la revista Leer en su número de junio de 2005 en la página 48: "César Fernández García ha logrado crear una voz infantil fresca, osada, ingenua, ligeramente irónica", si bien el sentido discurre bajo la expresión explícita. La revista Educación y biblioteca en su número 149 del año 2005, al comentar La visita del vampiro, recoge otro tema al que alude con cierta frecuencia este autor en concreto y la literatura infantil en general: "la incomunicación entre adultos y niños". Sus obras, sembradas de símbolos que implican distintos niveles de comprensión, ofrecen la posibilidad de ejercer la lectura como un ejercicio de desenmascaramiento que también apela a la imaginación. De toda su producción se desprende un cierto optimismo humanístico donde la vida, bien entendida, es asombrosa. Precisamente, su novela Bajo control apunta a que el milagro de la vida requiere que sea una aventura, donde no es posible ni deseable un control absoluto de los mecanismos que la hacen deslizarse en libertad.
La intriga que no deja de crecer y la reflexión sobre los grandes temas aparecen en cada una de sus ficciones. Así, en La última bruja de Trasmoz (Premio La Galera 2009) indaga sobre lo que hay de mortal e inmortal en la vida de los hombres. En Ellos (Premio Ciudad Jaén de Literatura Juvenil 2009) cuestiona las fronteras que, hasta ahora, se han establecido para la identidad del ser humano. La pervivencia del pasado, entendido como un prólogo del presente, es el eje temático que sostiene No digas que estás solo (Bruño, 2009) y Las sirenas del alma (Algar, 2009).
La mente humana, como exponente de la profundidad del ser humano y como fuente y ámbito de libertad y felicidad – en la línea de la moderna Psicología cognitiva o de las enseñanzas de autores de la Antigüedad como Epícteto –, es un tema recurrente en este autor.
En su thriller psicológico La niebla que te envuelve, subyace al discurrir narrativo esta defensa de que no son las circunstancias externas, sino la adecuada forma de descodificar la realidad, la responsable de la dicha o de la tristeza vital.

## Obras
- El bibliobús mágico - Editorial Brief, 2001. Traducido al valenciano: El bibliobús màgic (Editorial Brief, 2008).
- Bárbara, detective - Editorial Eiunsa, 2002.
- Bárbara y el misterio de Ariadna - Editorial Bruño, 2002.
- Los extraños vecinos del bajo B - Editorial Bruño,2003.
- La visita del vampiro - Editorial Siruela, 2004.
- Ordenadores con bandera pirata - Editorial Bruño, 2005.
- La magia del samurái - Editorial Bruño, 2006. Traducido al catalán: La màgia del samurai (Editorial Bruño, 2010).
- No, no y no (Lista de Honor del premio CCEI 2007)- Editorial Bambú, 2006. Traducido al francés: Non, non et non! (Editorial Oskarson, Oskar jeunesse, 2010).
- La camiseta de Óscar - Editorial Bambú, 2006.
- Donde vive el miedo - Editorial Bruño, 2007.
- El e-mail del mal (Finalista del Premio Ciudad Jaén 2007)- Editorial Alfaguara, 2007.
- Un hogar para Dog - Editorial Bambú, 2007.
- El rugido de la vida (Finalista del Premio Edebé 2007)- Editorial Edebé, 2007.
- La oreja de Pompón - Editorial Bruño, 2008.
- Cuatro misterios para Bárbara detective - Editorial Palabra, 2008.
- No digas que estás solo (Lista de Honor del premio CCEI 2010)- Editorial Bruño, colección Paralelo Cero, 2009.
- Un misterio en mi colegio - Editorial Homolegens, 2009.
- Las sirenas del alma - Editorial Algar, 2009.
- La última bruja de Trasmoz (Premio La Galera 2009) - Editorial La Galera, 2009.
- Ellos (Premio Ciudad Jaén 2009) - Editorial Montena, 2009. Traducido al hebreo por la editorial Hakibbutz Hame'uchad.[49]
- El desafío de la leyenda - Editorial Brief, 2010.
- El hijo del ladrón - Editorial Bruño, 2010.
- Sácame de aquí - Editorial San Pablo, colección La Brújula, Serie Verde, 2011.
- La isla de la televisión - Editorial Palabra, colección La Mochila de Astor, Serie Negra, 2012. Traducido al alemán bajo el título de Die Fernsehinsel.
- 16 olímpicos muy, muy importantes - Editorial Bruño, colección Saber Más, 2012.
- Héctor y el colegio embrujado - Editorial Kattigara, colección Fierabrás (Serie Grumetes), 2012.
- 16 dioses y héroes mitológicos muy, muy importantes - Editorial Bruño, colección Saber Más, 2012.
- El mensaje del mal - Editorial Algar, colección Algar Joven, 2012.
- La niebla que te envuelve - Editorial Bruño, colección Paralelo Cero, 2013.
- Bajo control - Editorial Algar, 2014.
- El color de lo invisible - Editorial Palabra, colección La Mochila de Astor, 2014.
- Los Turboskaters: La leyenda del robot asesino - Editorial Bruño, 2021. Escrito en colaboración con Casandra Balbás y Bárbara Balbás.
- Los Turboskaters: La leyenda del cementerio de Nigrum - Editorial Bruño, 2021. Escrito en colaboración con Casandra Balbás y Bárbara Balbás.
- Los Turboskaters: La leyenda del videojuego Ferno 666 - Editorial Bruño, 2022. Escrito en colaboración con Casandra Balbás y Bárbara Balbás.
- Los Turboskaters: El misterio de la feria de Ténebra - Editorial Bruño, 2023. Escrito en colaboración con Casandra Balbás y Bárbara Balbás.